# Siumut Amerdlok Kunuk
Siumut Amerdlok Kunuk (celým názvem Timersoqatigiiffik Siumut Amerdlok Kunuk, současným grónským pravopisem Siumut Amerlok Kunuk) je grónský sportovní klub, který sídlí ve městě Sisimiut (dánsky: Holsteinsborg). Založen byl v roce 1951. Fotbalový oddíl se pravidelně účastní konečné fáze nejvyšší fotbalové soutěže v zemi. Jeho mužský oddíl je pak mistrem Grónska z roku 1974. Oddíl házené se stal dvojnásobným mistrem Grónska v letech 1992 a 1993. Své domácí zápasy odehrává na stadionu Sisimiut, který má kapacitu 1 500 diváků. Klubové barvy jsou červená a bílá.
Mimo mužský fotbalový oddíl má sportovní klub i jiné oddíly, mj. oddíl ženského fotbalu a házené.

## Získané trofeje

### Fotbal
Zdroj: 
- Angutit Inersimasut GM ( 1x )
  - 1974

### Házená
- 1. liga ( 2x )
  - 1992, 1993

## Umístění v jednotlivých sezonách
Zdroj: 
Legenda: Z - zápasy, V - výhry, R - remízy, P - porážky, VG - vstřelené góly, OG - obdržené góly, +/- - rozdíl skóre, B - body, zlaté podbarvení - 1. místo, stříbrné podbarvení - 2. místo, bronzové podbarvení - 3. místo, červené podbarvení - sestup, zelené podbarvení - postup, fialové podbarvení - reorganizace, změna skupiny či soutěže
| Grónsko (1954 – ) |                                           |        |     |     |     |     |     |     |     |     |        |
| Sezóny            | Liga                                      | Úroveň | Z   | V   | R   | P   | VG  | OG  | +/- | B   | Pozice |
| 1954/55           | Grønlandturneringen                       | 1      | ... | ... | ... | ... | ... | ... | ... | ... |        |
| ...               |                                           |        |     |     |     |     |     |     |     |     |        |
| 1959/60           | Grønlandturneringen                       | 1      | ... | ... | ... | ... | ... | ... | ... | ... |        |
| ...               |                                           |        |     |     |     |     |     |     |     |     |        |
| 1963/64           | Grønlandturneringen                       | 1      | ... | ... | ... | ... | ... | ... | ... | ... | 3.     |
| ...               |                                           |        |     |     |     |     |     |     |     |     |        |
| 1966/67           | Grønlandturneringen                       | 1      | 2   | 0   | 0   | 2   | 2   | 7   | -5  | 0   | 3.     |
| 1967/68           | Grønlandturneringen                       | 1      | 2   | 1   | 0   | 1   | 5   | 7   | -2  | 2   | 2.     |
| 1969              | Grønlandturneringen – sk. Midtgrønland    | 1      | ... | ... | ... | ... | ... | ... | ... | ... |        |
| ...               |                                           |        |     |     |     |     |     |     |     |     |        |
| 1973              | Angutit Inersimasut GM                    | 1      | ... | ... | ... | ... | ... | ... | ... | ... | 2.     |
| 1974              | Angutit Inersimasut GM                    | 1      | ... | ... | ... | ... | ... | ... | ... | ... | 1.     |
| ...               |                                           |        |     |     |     |     |     |     |     |     |        |
| 1979              | Angutit Inersimasut GM                    | 1      | ... | ... | ... | ... | ... | ... | ... | ... | 2.     |
| 1980              | Angutit Inersimasut GM – sk. B            | 1      | 2   | 1   | 1   | 0   | 3   | 2   | +1  | 3   | 1.     |
| 1981              | Angutit Inersimasut GM                    | 1      | ... | ... | ... | ... | ... | ... | ... | ... | 3.     |
| 1982              | Angutit Inersimasut GM – sk. A            | 1      | 2   | 0   | 2   | 0   | 5   | 5   | 0   | 2   | 2.     |
| ...               |                                           |        |     |     |     |     |     |     |     |     |        |
| 1989              | Angutit Inersimasut GM – sk. Midtgrønland | 1      | 5   | 1   | 1   | 3   | 14  | 15  | -1  | 3   | 5.     |
| 1990              | Angutit Inersimasut GM – sk. B            | 1      | 2   | 0   | 0   | 2   | 4   | 7   | -3  | 0   | 2.     |
| 1991              | Angutit Inersimasut GM – sk. B            | 1      | 2   | 0   | 1   | 1   | 3   | 5   | -2  | 1   | 3.     |
| ...               |                                           |        |     |     |     |     |     |     |     |     |        |
| 1993              | Angutit Inersimasut GM – sk. A            | 1      | 2   | 1   | 0   | 2   | 7   | 6   | +1  | 2   | 3.     |
| ...               |                                           |        |     |     |     |     |     |     |     |     |        |
| 1995              | Angutit Inersimasut GM – sk. B            | 1      | 3   | 2   | 0   | 1   | 4   | 4   | 0   | 6   | 2.     |
| ...               |                                           |        |     |     |     |     |     |     |     |     |        |
| 1999              | Angutit Inersimasut GM – sk. A            | 1      | 3   | 0   | 0   | 3   | 3   | 13  | -10 | 0   | 4.     |
| 2000              | Angutit Inersimasut GM – sk. B            | 1      | 3   | 1   | 2   | 0   | 5   | 4   | +1  | 5   | 2.     |
| 2001              | Angutit Inersimasut GM – sk. A            | 1      | 3   | 1   | 0   | 2   | 4   | 6   | -2  | 3   | 3.     |
| 2002              | Angutit Inersimasut GM – sk. A            | 1      | 3   | 1   | 0   | 2   | 7   | 10  | -3  | 3   | 3.     |
| ...               |                                           |        |     |     |     |     |     |     |     |     |        |
| 2006              | Angutit Inersimasut GM – sk. A            | 1      | 3   | 0   | 2   | 1   | 3   | 5   | -2  | 2   | 4.     |
| ...               |                                           |        |     |     |     |     |     |     |     |     |        |
| 2008              | Angutit Inersimasut GM – sk. A            | 1      | 3   | 1   | 0   | 2   | 5   | 7   | -2  | 3   | 3.     |
| 2009              | Angutit Inersimasut GM – sk. B            | 1      | 3   | 1   | 1   | 1   | 5   | 4   | +1  | 4   | 2.     |
| 2010              | Angutit Inersimasut GM – sk. Midtgrønland | 1      | 3   | 0   | 0   | 3   | 3   | 10  | -7  | 0   | 4.     |
| 2011              | Angutit Inersimasut GM – sk. B            | 1      | 4   | 2   | 0   | 2   | 11  | 8   | +3  | 6   | 3.     |
| 2012              | Angutit Inersimasut GM – sk. A            | 1      | 4   | 1   | 0   | 3   | 10  | 13  | -3  | 3   | 4.     |
| ...               |                                           |        |     |     |     |     |     |     |     |     |        |
| 2015              | Angutit Inersimasut GM – sk. A            | 1      | 3   | 1   | 0   | 2   | 3   | 3   | 0   | 3   | 3.     |

Poznámky k fázím grónského mistrovství
- 1954/55: Klub došel do čtvrtfinále národního mistrovství, kde podlehl mužstvu Nuuk Idraetslag poměrem 2:3.
- 1959/60: Klub došel do osmifinále národního mistrovství, kde podlehl mužstvu Grønlands Seminarius Sportklub poměrem 2:3.
- 1963/64: Klub došel do semifinále národního mistrovství, kde podlehl mužstvu Nanok Idraetslag poměrem 4:5. Po prohře v semifinále se zúčastnil boje o třetí místo, ve kterém zvítězil nad mužstvem Grønlands Seminarius Sportklub poměrem 2:1.
- 1966/67: Po vítězství v první fázi (skupina Midtgrønland) se klub probojoval do finální fáze celostátního turnaje. Ve finálové skupině se klub umístil na třetím místě.
- 1967/68: Po vítězství v první fázi (skupina Midtgrønland) se klub probojoval do finální fáze celostátního turnaje. Ve finálové skupině se klub umístil na druhém místě.
- 1969: Ve druhé fázi turnaje klub skončil ve finále skupiny Midtgrønland, kde podlehl mužstvu B-67 poměrem 2:5.
- 1973: Z této sezóny je známo pouze konečné umístění finálové fáze, v níž se klub umístil na celkovém druhém místě.
- 1974: Z této sezóny je znám pouze zápas finále o mistra Grónska, v němž klub zvítězil nad mužstvem Kissaviarsuk-33 neznámým poměrem a získal tak svůj první mistrovský titul.
- 1979: Z této sezóny je znám pouze zápas finále o mistra Grónska, v němž klub podlehl mužstvu CIF-70 Qasigiannguit poměrem 1:2 a obsadil tak celkové druhé místo.
- 1980: Výsledky v první a druhé fázi turnaje nejsou známy, klub se ovšem probojoval do finální fáze celostátního turnaje. Ve skupině B se umístil na prvním místě, které zaručovalo místenku v semifinále (výhra nad CIF-70 Qasigiannguit poměrem 3:0). Po semifinálovém vítězství se klub zúčastnil finále o celkového mistra Grónska. V něm podlehl mužstvu Nagdlunguaq-48 poměrem 4:5 po penaltách a obsadil tak celkové druhé místo.
- 1981: Z této sezóny je známo pouze konečné umístění finálové fáze, v níž se klub umístil na celkovém třetím místě.
- 1982: Výsledky v první a druhé fázi turnaje nejsou známy, klub se ovšem probojoval do finální fáze celostátního turnaje. Ve skupině A se umístil na druhém místě, které zaručovalo místenku v semifinále (prohra s Nagdlunguaq-48 poměrem 3:4). Po prohře v semifinále se zúčastnil boje o třetí místo, ve kterém podlehl mužstvu B-67 poměrem 1:6.
- 1989: Výsledky v první fázi turnaje nejsou známy, zaručil si ovšem v této fázi postup do druhé fáze. V ní skončil na pátém nepostupovém místě ve skupině Midtgrønland.
- 1990: První fázi turnaje klub skončil na prvním místě ve skupině E, což zaručovalo postup do druhé fáze. V ní skončil na druhém nepostupovém místě ve skupině B.
- 1991: Výsledky v první fázi turnaje nejsou známy. Po vítězství ve druhé fázi (skupina Midtgrønland B) se klub probojoval do finální fáze celostátního turnaje. Ve skupině B se umístil na třetím místě, které zaručovalo pouze souboj o konečné páté místo v turnaji. V něm klub zvítězil nad mužstvem Ilulissat-69 poměrem 2:1.
- 1993: Výsledky v první fázi turnaje nejsou známy. Po druhém místě ve druhé fázi (skupina Midtgrønland) se klub probojoval do finální fáze celostátního turnaje. Ve skupině A se umístil na třetím místě, které zaručovalo pouze souboj o konečné páté místo v turnaji. V něm klub zvítězil nad mužstvem Siuteroq Nanortalik-43 poměrem 2:1.
- 1995: Výsledky v první fázi turnaje nejsou známy. Po vítězství ve druhé fázi (skupina Midtgrønland B) se klub probojoval do finální fáze celostátního turnaje. Ve skupině B se umístil na druhém místě, které zaručovalo místenku v semifinále (prohra s Kugsak-45 poměrem 0:4). Po prohře v semifinále se zúčastnil boje o třetí místo, ve kterém zvítězil nad mužstvem B-67 poměrem 1:0.
- 1999: Výsledky v první fázi turnaje nejsou známy. Po třetím místě ve druhé fázi (skupina Midtgrønland) se klub probojoval do finální fáze celostátního turnaje. Ve skupině A se umístil na čtvrtém místě, které zaručovalo pouze souboj o konečné sedmé místo v turnaji. V něm klub podlehl mužstvu Nagdlunguaq-48 poměrem 0:3.
- 2000: Výsledky v první fázi turnaje nejsou známy. Po druhém místě ve druhé fázi (skupina Midtgrønland) se klub probojoval do finální fáze celostátního turnaje. Ve skupině B se umístil na druhém místě, které zaručovalo místenku v semifinále (prohra s Nagdlunguaq-48 poměrem 0:2). Po prohře v semifinále se zúčastnil boje o třetí místo, ve kterém zvítězil nad mužstvem Kissaviarsuk-33 poměrem 2:1.
- 2001: Výsledky v první fázi turnaje nejsou známy. Po druhém místě ve druhé fázi (skupina Midtgrønland) se klub probojoval do finální fáze celostátního turnaje. Ve skupině A se umístil na třetím místě, které zaručovalo pouze souboj o konečné páté místo v turnaji. V něm klub zvítězil nad mužstvem Narsaq-85 poměrem 3:0.
- 2002: Výsledky v první fázi turnaje nejsou známy. Po vítězství ve druhé fázi (skupina Midtgrønland A) se klub probojoval do finální fáze celostátního turnaje. Ve skupině A se umístil na třetím místě, které zaručovalo pouze souboj o konečné páté místo v turnaji. V něm klub podlehl mužstvu A.T.A.-60 poměrem 1:2.
- 2006: Výsledky v první a druhé fázi turnaje nejsou známy, klub se ovšem probojoval do finální fáze celostátního turnaje. Ve skupině A se umístil na čtvrtém místě, které zaručovalo pouze souboj o konečné sedmé místo v turnaji. V něm klub zvítězil nad mužstvem FC Malamuk poměrem 4:1.
- 2008: Výsledky v první fázi turnaje nejsou známy. Po vítězství ve druhé fázi (skupina Midtgrønland) se klub probojoval do finální fáze celostátního turnaje. Ve skupině A se umístil na třetím místě, které zaručovalo pouze souboj o konečné páté místo v turnaji. V něm klub podlehl mužstvu Eqaluk-56 poměrem 1:3.
- 2009: Výsledky v první fázi turnaje nejsou známy. Po vítězství ve druhé fázi (skupina Midtgrønland) se klub probojoval do finální fáze celostátního turnaje. Ve skupině B se umístil na druhém místě, které zaručovalo místenku v semifinále (prohra s G-44 Qeqertarsuaq poměrem 2:3). Po prohře v semifinále se zúčastnil boje o třetí místo, ve kterém podlehl mužstvu Eqaluk-54 poměrem 1:2 na penalty.
- 2010: Výsledky v první fázi turnaje nejsou známy, zaručil si ovšem v této fázi postup do druhé fáze. V ní skončil na čtvrtém nepostupovém místě ve skupině Midtgrønland.
- 2011: Výsledky v první a druhé fázi turnaje nejsou známy, klub se ovšem probojoval do finální fáze celostátního turnaje. Ve skupině B se umístil na třetím místě, které zaručovalo pouze souboj o konečné páté místo v turnaji. V něm klub podlehl mužstvu Kugsak-45 poměrem 3:4.
- 2012: Výsledky v první a druhé fázi turnaje nejsou známy, klub se ovšem probojoval do finální fáze celostátního turnaje. Ve skupině A se umístil na čtvrtém místě.
- 2015: Výsledky v první fázi turnaje nejsou známy. Po třetím místě ve druhé fázi (skupina Midtgrønland) se klub probojoval do finální fáze celostátního turnaje. Ve skupině A se umístil na třetím místě, které zaručovalo pouze souboj o konečné páté místo v turnaji. V něm klub podlehl mužstvu Tupilak-41 poměrem 1:5.